# 진계수
진계수(陳季須, ? ~ 기원전 116년) 또는 진수(陳須)는 전한 중기의 제후이다. 개국공신 진영의 증손이며, 경제의 누이 관도장공주의 소생이다.

## 행적
원광 5년(기원전 130년), 아버지 진오의 뒤를 이어 당읍후(堂邑侯)에 봉해졌다.
원정 원년(기원전 116년), 관도장공주의 복상 중 간음을 저지르고, 또 형제 진교와 재산을 다투기까지 하여 죄를 받았다. 곧 사형 판결을 받았고, 진계수는 스스로 목숨을 끊었다. 봉국은 폐지되었다.

## 출전
- 사마천, 《사기》 권18 고조공신후자연표
- 반고, 《한서》 권16 고혜고후문공신표·권97상 외척전 上

| 선대 아버지 당읍이후 진오 | 전한의 당읍후 기원전 129년 ~ 기원전 116년 | 후대 (봉국 폐지) |